# Florian Ogan
Florian Ogan (ur. 4 maja 1891 w Wieszowie, zm. 24 stycznia 1965 w Knurowie) – polski lekarz, uczestnik III powstania śląskiego.

## Życiorys
Florian Ogan przyszedł na świat 4 maja 1891 roku w Wieszowiej, która znajdowała się wówczas na terytorium Cesarstwa Niemieckiego. Wedle panującej tradycji otrzymał imię ze względu na fakt, że urodził się w dzień świętego Floriana. Miał dwóch braci: Franciszka i Pawła oraz trzy albo cztery siostry. W 1895 roku zmarł ojciec Floriana, przez co w utrzymaniu rodziny pomagali jego starsi bracia. Rozpoczęli pracę w kopalni Rokitnica, do której uczęszczali pieszo.
Ogan skończył czteroletnią Szkołę Realną w rodzinnej miejscowości, dzięki czemu kształcił się dalej w szkole podstawowej i męskim gimnazjum mieszczącym się w Gliwicach przy ul. Kozielskiej, które było prowadzone przez księży. Był wtenczas członkiem tajnej organizacji młodzieżowej. W lipcu 1910 roku uczestniczył w odsłonięciu Pomnika Grunwaldzkiego w Krakowie za co został wydalony ze szkoły. Ogan wrócił do klasy maturalnej po wygranej sprawie w sejmie pruskim w Berlinie, a następnie zdał egzamin maturalny w Bolesławcu. W 1911 roku rozpoczął studia na wydziale medycznym Uniwersytetu Wrocławskiego, podczas których działał w Związku Akademickim Górnoślązaków i Związku Młodzieży Polskiej „Zet”. Naukę przerwał wybuch I wojny światowej, po czym Ogan otrzymał powołanie do wojska pruskiego i pracował jako felczer. Po zakończeniu wojny dokończył studia. W 1921 roku uzyskał tytuł lekarza medycyny i odbył praktyki w szpitalach w Chorzowie i Rudzie Śląskiej. Brał udział w III powstaniu śląskim jako lekarz w pułku Alfonsa Zgrzebnioka. W 1928 roku wygrał konkurs na dyrektora szpitala w Knurowie, w którym otworzył oddział ginekologii i chirurgii. Po wybuchu II wojny światowej został służbowo przeniesiony do szpitala w Chorzowie, gdzie wcześniej praktykował. Jednocześnie zlikwidowano przygraniczny wówczas szpital w Knurowie, by w przypadku ataku okupant nie miał zaplecza leczniczego. Ogan otrzymał w 1940 roku ofertę ponownej pracy w Knurowie w zamian za podpisania volkslisty, jednak odmówił i stracił przez to zajmowane wtenczas stanowisko. W 1943 był lekarzem w obozie jenieckim w Świętochłowicach. Rok później rozpoczął pracę w szpitalu w Dąbrówce Małej, którą załatwił mu jeden z kolegów oraz otworzył w budynku szkoły podstawowej nr 2 w Knurowie gabinet lekarski. Po zakończeniu wojny pełnił przez siedemnaście lat kolejny raz rolę ordynatora szpitala w Knurowie.

## Życie prywatne
W 1928 roku wziął ślub z Antoniną, która była położną w szpitalu w Chorzowie. Miał z nią córkę Marię (1940–2015). W 1962 roku ze względu na wiek i chorobę przeszedł na emeryturę. Zmarł 24 stycznia 1965 roku w Knurowie i został pochowany na cmentarzu przy ul. 1–go Maja.

## Upamiętnienia
19 listopada 1998 roku Klub Honorowych Dawców Krwi w Knurowie przyjął za patrona Ogana. W 2009 roku Izba Tradycji wydała pocztówkę z wizerunkiem Ogana w ramach projektu „Knurowskie sacrum, zabytki, muzea”. Publikacja była stylizowana na oprawione stare zdjęcie, zaś na odwrocie znajdował się życiorys i zasługi dla miasta. Jedna z ulic w Knurowie nosi imię Ogana.

## Odznaczenia
- Śląski Krzyż Powstańczy[1]
- Krzyż Kawalerski Orderu Odrodzenia Polski w 1964 roku[5]